# Tricalamus albidulus
Espèce
Tricalamus albidulus est une espèce d'araignées aranéomorphes de la famille des Filistatidae.

## Distribution
Cette espèce est endémique du Yunnan en Chine,.

## Publication originale
- Wang, 1987 : Study on the spiders of Filistatidae in south China I. Tricalamus gen. nov. (Arachnid: Araneae). Acta Zootaxonomica Sinica, vol. 12, no 2, p. 142-159.